# Glazbena škola Subotica
Glazbena škola (mađ.  Szabadkai Zeneiskola, srp. Muzička škola) u Subotici. Nalazi se u Strossmayerovoj 3.
Osnovana je kao Subotička gradska Glazbena škola (mađ. Szabadkai Városi Zenede) 24. rujna 1868. godine odlukom Gradskog senata jednoglasnim prihvaćanjem prijedloga Prosvjetnog odbora. Prvi je direktor bio gimnazijski profesor i glazbeni laik Istvan Frankl. Prvi profesori bili su Geza Alaga, Vincze Soušek i Leonardo Barbaro, koji su i napravili prvi nastavni plan za tri školska odjela: pjevanja, violine i violončela. Tijekom listopada 1868. škola je počela s radom. Poslije Frankla direktor je bio Soušek sve do 1882. godine, a nakon njega direktor je bio Ferenc Gál.

## Vanjske poveznice
- Glazbena škola
- Facebook